# Râul Popești
Râul Popești este un curs de apă, afluent al râului Nadăș. 